# Carel Struycken
Pour les articles homonymes, voir Struycken.

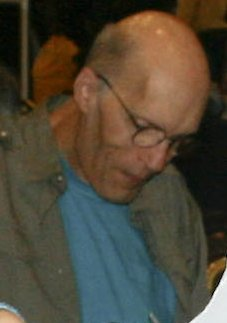

Carel Struycken /ˈkɑrəɫ ˈstrœykən/, né le 30 juillet 1948 à La Haye aux Pays-Bas, est un acteur, monteur et scénariste néerlandais.
Sa taille peu ordinaire de 2,13 m et son visage osseux l'ont amené fréquemment à interpréter des personnages dans des œuvres fantastiques et des films d'horreur. Il est notamment célèbre pour le rôle de Lurch dans La Famille Addams (1991) et Les Valeurs de la famille Addams (1993) ainsi que pour celui du Géant onirique de la série télévisée Twin Peaks (1990-1991). Pour cette dernière, il incarne vingt-six ans plus tard le rôle du Fireman dans la troisième saison. Il joue également dans les films Jessie (2017) et Doctor Sleep (2019) de  Mike Flanagan.

## Biographie
Carel Struycken est atteint d'acromégalie, ce qui lui donne une taille et certaines parties du corps immenses.
Il a passé une partie de son enfance au Curaçao avec ses parents. Également musicien, Carel Struycken a été influencé par des artistes caribéens tels que Padu del Caribe ou Julian Coco. Dans le film Les sorcières d'Eastwick (1987) où il joue le majordome Fidel, son personnage entame dans l'une des dernières scènes une petite valse au piano. Ce morceau, intitulé Teodora, a été composé par l'acteur lui-même alors qu'il avait 16 ans. C'est à cet âge qu'il retourne vivre en Hollande avec ses parents.
Aujourd'hui, l'acteur a deux enfants.

## Filmographie

### Comme acteur

#### Cinéma
- 1978 : Sgt. Pepper's Lonely Hearts Club Band : The Brute
- 1980 : Go West, Young Man : Dr. Struycken
- 1980 : Die Laughing : Gregor the Giant
- 1984 : The Prey d'Edwin Brown : The Monster
- 1987 : Les Sorcières d'Eastwick (The Witches of Eastwick) : Fidel
- 1988 : Night of the Kickfighters
- 1991 : Double enfer (Servants of Twilight) de Jeffrey Obrow (en) : Kyle Barlow
- 1991 : La Famille Addams (The Addams Family) : Lurch
- 1993 : Les Valeurs de la famille Addams (Addams Family Values) : Lurch
- 1994 : Oblivion : Gaunt
- 1995 : Paradis d'enfer (Under the Hula Moon) : Clyde
- 1996 : Oblivion 2: Backlash : Gaunt
- 1997 : Men in Black : Arquillian
- 1998 : I Woke Up Early the Day I Died : Undertaker
- 1998 : La Famille Addams : Les Retrouvailles (Addams Family Reunion) (vidéo) : Lurch
- 1999 : Enemy Action : Eyepatch
- 2000 : Tinnef (vidéo) : Kran
- 2001 : The Vampire Hunters Club (vidéo) : Host Vampire
- 2002 : Science Fiction : Strange man
- 2003 : The War of the Starfighters : Cdr Rish
- 2004 : De erfenis (TV) : Lafayette
- 2007 : Revamped (vidéo) : Mr. Vincent
- 2008 : Sinterklaas en het geheim van het grote boek : Dr. Ferdinand
- 2012 : For Better or for Worse (court métrage docu-musical) : Lui-même
- 2017 : Jessie (Gerald's Game) de Mike Flanagan : Raymond Andrew Joubert
- 2019 : Doctor Sleep de Mike Flanagan : Grandpa Flick

#### Télévision
- 1985 : La Bataille d'Endor (Ewoks: The Battle for Endor) : Terak (téléfilm)
- 1987-1992 : Star Trek : La Nouvelle Génération (Star Trek: The Next Generation) : M. Homn (5 épisodes)
- 1990 : Les Faussaires (Framed) : Jinx (téléfilm)
- 1990-1991 : Twin Peaks : The Giant (saison 2)
- 1993 : Babylon 5 : le vendeur (saison 2)
- 1993 : Journey to the Center of the Earth : Dallas (téléfilm)
- 1995 : Out There : Mr. Burke (téléfilm)
- 2002 : Fatal Kiss : Mortician (téléfilm)
- 2002 : Charmed : Giant Demon
- 2005 : The Fallen Ones : High Priest (téléfilm)
- 2006 : Earl (My name is Earl)  : Paul (Saison 2, épisode 3)
- 2010 : Cold Case  : Lester « Gargantuan Smith » (saison 7, épisode 14)
- 2014 : The Blacklist : Matthew Kincaid (saison 2, épisode 6)
- 2017 : Twin Peaks : l'Homme du Feu (saison 3)

### Comme monteur
- 1986 : Population One

### Comme scénariste
- 1980 : Go West, Young Man